# Vibeke Hastrup

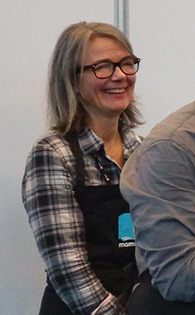
Vibeke Hastrup, 2012

Vibeke Hastrup (* 7. April 1958 in Vedersø) ist eine dänische Schauspielerin und Synchronsprecherin.

## Leben und Wirken
Vibeke Hastrup wuchs in Mitteljütland auf. Nach ihrem Abitur absolvierte sie ihre Schauspielausbildung von 1976 bis 1979 an der Staatlichen Theaterschule in Kopenhagen. Ihr Bühnendebüt hatte sie im Jahr 1980 am Det Ny-Theater. Danach gastierte sie unter anderem auch am Folketeatret, am Aarhus Teater, am Odense Teater und am Königlichen Theater Kopenhagen.
Seit 1982 wirkte Hastrup bislang in mehr als 70 dänischen Filmen und in Fernsehserien mit. Zudem wirkt sie auch bei ausländischen Animationsfilmen und Zeichentrickfilmen als Sprecherin mit. Seit einigen Jahren ist sie auch als Schauspiel-Coach tätig.
Vibeke Hastrup war zweimal verheiratet. Aus ihrer ersten Ehe mit dem Schauspieler Søren Sætter-Lassen ging ein Sohn hervor, der Schauspieler Jens Sætter-Lassen. Ihre Schwiegertochter ist die Schauspielerin Neel Rønholt.

## Filmografie (Auswahl)
- 1982: Afbrudt møde
- 1987: Babettes Fest (Babettes gæstebud)
- 1997: Die unschlagbaren Andersens (Sunes familie)
- 1998: Pas på mor
- 1998: Brødrene Mortensens jul
- 2006: The Crumbs: A Very Crumby Christmas
- 2007: The Substitute
- 2007: Kommissarin Lund – Das Verbrechen (Fernsehserie, 3 Folgen)
- 2008: What No One Knows
- 2009: Headhunter
- 2016: Silent Nights (Kurzfilm)
- 2016: Follow the Money (Serie)
- 2017: Thorn
- 2018: Verachtung (Journal 64)
- 2019: Straight Forward
- 2021: Everything Will Change